# Confederación Hidrográfica del Tajo

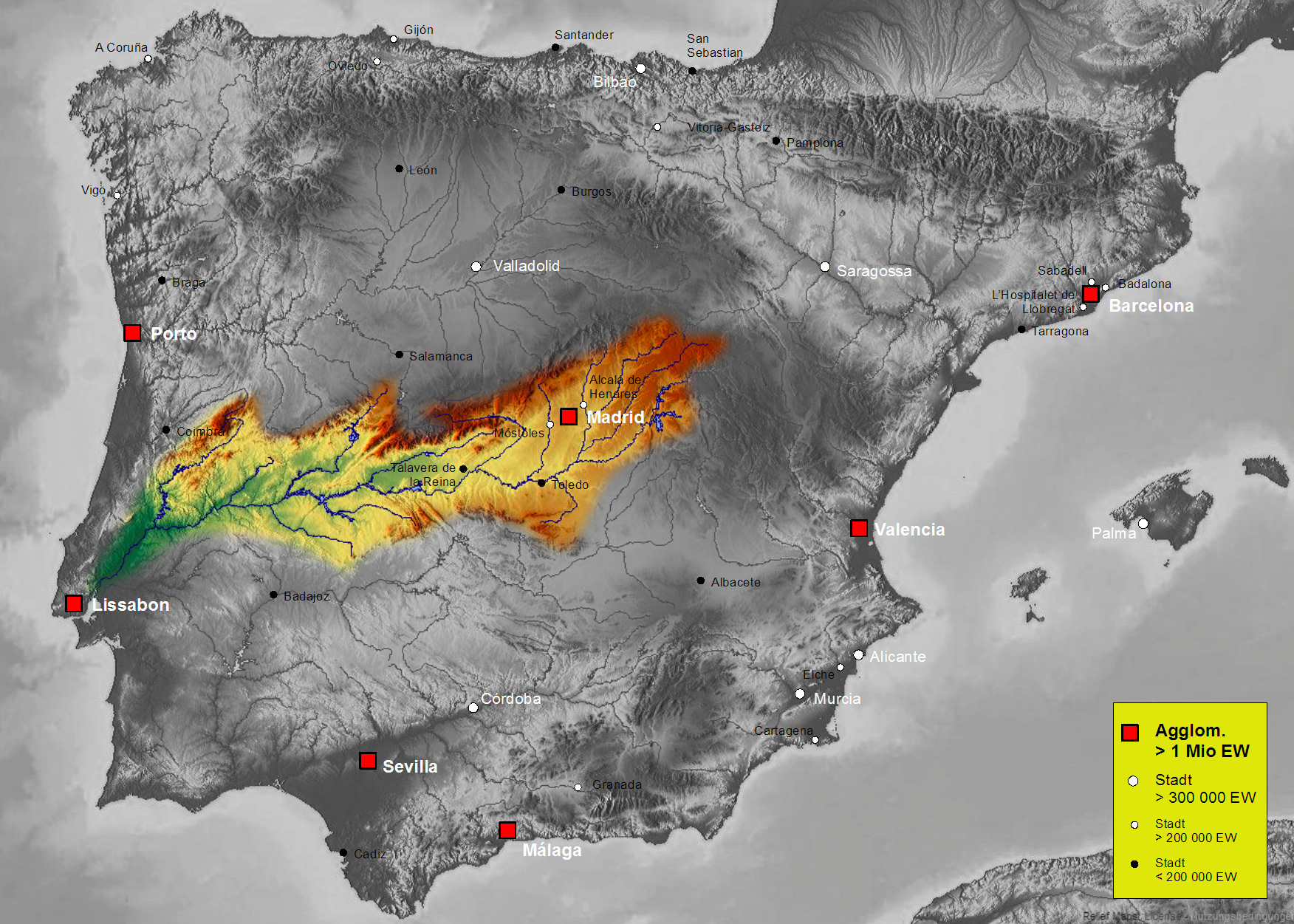
Mapa físico de la cuenca del Tajo.

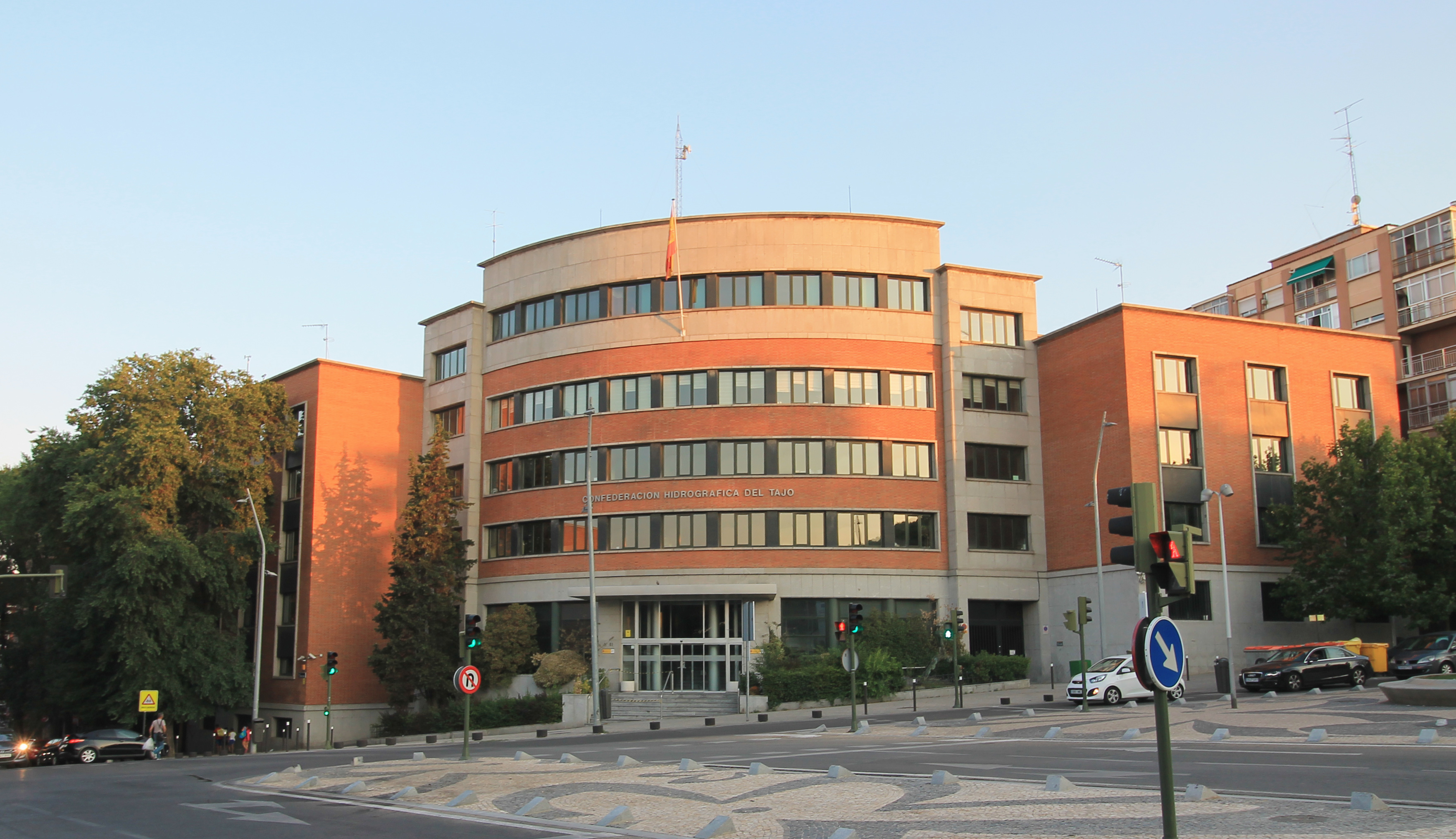
Sede de la C.H.T., en Madrid.

La Confederación Hidrográfica del Tajo es un organismo de cuenca intercomunitaria, creado mediante de Real Decreto el 5 de marzo de 1926 para gestionar las aguas de su demarcación hidrográfica, la parte española de la cuenca del Tajo. La Ley de Aguas la define como una entidad de derecho público con personalidad jurídica propia y distinta del Estado, adscrito a efectos administrativos al Ministerio para la Transición Ecológica y el Reto Demográfico como organismo autónomo con plena autonomía funcional.
Desempeña un importante papel en su demarcación hidrográfica, dado que, entre otras funciones, se encarga de la planificación hidrológica, la gestión de recursos y aprovechamientos, la protección del dominio público hidráulico, las concesiones de derechos de uso privativo del agua, el control de calidad del agua, el proyecto y ejecución de nuevas infraestructuras hidráulicas, los programas de seguridad de presas, bancos de datos,…

## Evolución histórica del organismo
España ha sido el país pionero en el estudio y tratamiento de los problemas hidrológicos e hidráulicos con un estudio territorial basado en las cuencas hidrográficas, gestado ya a mediados del siglo XIX con el fin de aprovechar de forma racional los escasos e irregulares recursos hídricos españoles. En 1861 comienzan los estudios para la creación de organismos que, basados en las cuencas naturales de los ríos, gestionasen los recursos existentes, fruto de estos fue la creación de las Divisiones Hidráulicas en 1865 y la promulgación de la primera Ley de Aguas de 1866.
El Real Decreto de 5 de marzo de 1926, creó las Confederaciones Hidrográficas, el Decreto establecía las bases, la definición de las funciones, facultades y organización de las Confederaciones, con vistas a la realización de las obras hidráulicas necesarias y de las que España, en gran medida carecía; ese mismo año se crearían las dos primeras, bajo el nombre de Confederaciones Hidrográficas Sindicales, una en el Ebro y otra en el Segura, se mantuvo la figura anterior de las Divisiones Hidráulicas, incluso en aquellas en las que ya existían o fueron apareciendo las distintas Confederaciones, con la encomienda de regular los asuntos jurídicos, concesionales y administrativos de las cuencas, mientras que las Confederaciones asumían las labores de ejecución de infraestructuras, bien propias del Estado o bien en apoyo a Municipios, Diputaciones o comunidades de regantes.
El desarrollo de la Constitución Española de 1978, que estableció los principios de descentralización, desconcentración y coordinación para la Administración Pública, se creó mediante la Ley de Aguas de 1985 los nuevos organismos de cuenca, que manteniendo el anterior nombre, integraron las Comisarías de Aguas el 1 de enero de 1986.

## Distribución territorial

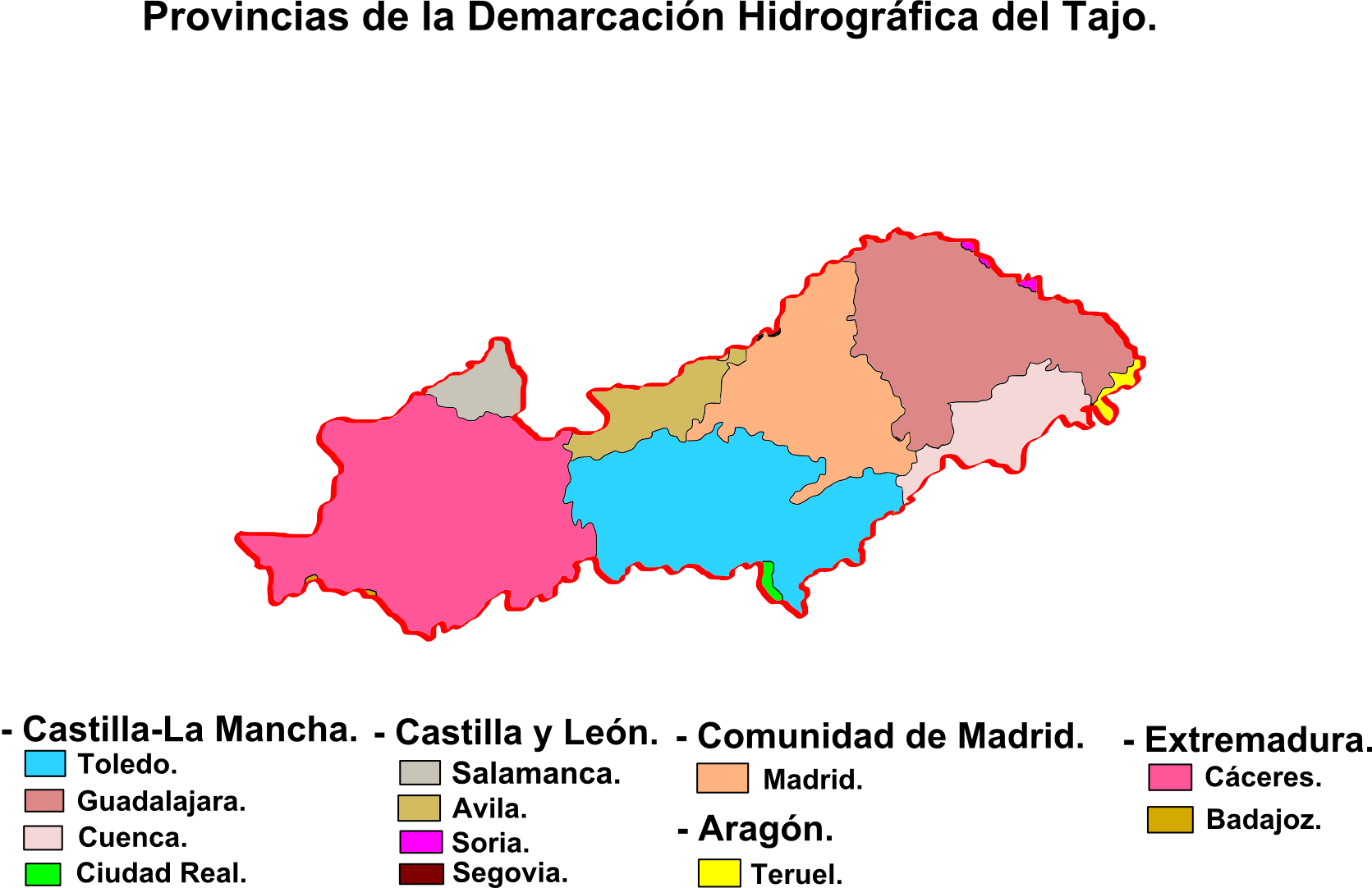
Provincias incluidas en la Confederación hidrográfica del Tajo.

El ámbito territorial de la cuenca del Tajo, 55.645 km² en la zona española, se extiende por cinco Comunidades autónomas, totalizando doce provincias, asimismo se asientan cuatro capitales de provincia dentro de la cuenca, Madrid, Toledo, Guadalajara y Cáceres.
| Autonomías         | Participación | en   | la         | cuenca | % Respecto a | autonomías |
|                    | Extensión km² | %    | Habitantes | %      | Extensión    | Población  |
| ------------------ | ------------- | ---- | ---------- | ------ | ------------ | ---------- |
| Castilla-La Mancha | 26.699        | 48   | 587.184    | 9,6    | 33,7         | 34,4       |
| Extremadura        | 16.738        | 30,1 | 383.461    | 6,3    | 40,2         | 36,5       |
| Madrid             | 7.983         | 14,4 | 5.030.958  | 82,5   | 99,8         | 100        |
| Castilla y León    | 3.987         | 7,2  | 96.320     | 1,6    | 4,2          | 4,1        |
| Aragón             | 238           | 0,4  | 1.190      | 0,0    | 0,5          | 0,1        |
| Total              | 55.645        | 100  | 6.099.113  | 100    |              |            |

## Infraestructura hidráulica
El Plan Nacional de Obras Hidráulicas de 1902, elaborado por el Cuerpo de Ingenieros, incluía las obras necesarias para el riego de 181.850 ha, en la cuenca del Tajo.
En 1933, año en que se redacta un nuevo Plan, prácticamente no se había realizado ninguna obra programada anteriormente, tan sólo los embalses de El Burguillo y el Charco del Cura, con una finalidad eminentemente hidroeléctrica, conseguían una regulación del río Alberche y podían permitir el regadío en la zona de Talavera de la Reina. Este nuevo Plan incluía las obras no realizadas anteriormente reduciendo a 110.000 ha, la superficie regable, limitación impuesta por el proyectado trasvase a la zona del Levante de los recursos que el Plan suponía sobrantes en la cuenca; a partir de entonces se inicia la planificación de los posibles aprovechamientos, que interrumpidos por la Guerra civil española de 1936, comenzaron a tener su desarrollo a partir de 1940.

## Acontecimientos
Tabla con episodios de sequía meteorológica ocurridos en la demarcación del Tajo, hasta el final del siglo XIX.
| Año         | Acontecimiento |
| ----------- | --- |
| Prehistoria | Según Diodoro Siculo, una sequía despobló la península ibérica en tiempos prehistóricos. |
| 224 a. C.   | Sequía en el centro de la península ibérica, de 26 años de duración, produciendo ruina general. |
| 680         | Gran sequía, despoblamiento del centro de España |
| 707 a 709   | Gran sequía, hambre y enfermedades en toda España, con mortandad de la mitad de la población. |
| 846-877     | Sequía de treinta y un años, llegando a su máximo el año 873, en el que se secaron las fuentes, fallaron las cosechas de cereales, se perdieron las vides y árboles frutales y murió el ganado por falta de abrevaderos. En el 800 se helaron el Mediterráneo y el Adriático. |
| 899         | Se repite la sequía aunque no con tanta gravedad como la anterior. |
| 982         | Sequía general en toda España, no se pudo sembrar. |
| 1172        | Grandes fríos, helándose completamente el Tajo. |
| 1243        | Sequía en Europa y hambre tan extrema que produjo gran mortandad y casos de canibalismo. |
| 1257        | Gran sequía en Castilla, durante el invierno del 57 al 58. |
| 1302        | Gran sequía, hambre y mortandad en Castilla. |
| 1333        | Sequía, hambre y mortandad en Castilla y Galicia. |
| 1355        | Año de los más secos; sin grandes daños. |
| 1473        | Invierno muy seco. |
| 1503        | Sequía y hambre en Castilla. |
| 1506        | Sequía, hambre y peste en toda España. Año conocido como el del hambre. Se secaron muchas fuentes y ríos. Hubo que traer trigo de Sicilia y Rusia. |
| 1513        | Sequía y carestía en Castilla hasta la siega. Después grandes aguaceros. |
| 1539        | Sequía en Castilla. |
| 1577        | Gran sequía en toda Castilla. |
| 1630        | Sequía y hambre en Castilla. |
| 1639-1640   | Sequías en ambas Castillas y generales en Europa, bajando muchos ríos y secándose muchas fuentes, que terminaron con grandes fríos. |
| 1650        | Sequía de treinta años en Castilla, hasta 1680, con plagas de langosta. |
| 1699        | Fuerte sequía en Castilla. El Concejo de Guadalajara toma medidas extraordinarias de acopio de cereal en silos públicos en el llamado "Año del hambre". |
| 1703        | Sequía en Castilla. |
| 1723        | Sequía en Castilla. |
| 1724        | Gran sequía en Castilla y en junio inundaciones en Segovia. |
| 1738        | Comenzó un año muy seco en Andalucía y Castilla, terminando tan frío que se helaron varios ríos en Castilla. |
| 1749        | Sequía en toda España. |
| 1750        | Continuación de la sequía. |
| 1752        | Continúa la sequía en Castilla. |
| 1764        | Sequía y hambre en Castilla. |
| 1767        | Sequía y frío intenso en Castilla y lluvias torrenciales al final. |
| 1789        | Sequía en Castilla y Murcia. |
| 1796        | Pertinaz sequía en Castilla, Aragón y Murcia. |
| 1803        | Año muy seco. |
| 1827        | Año muy seco. |
| 1878        | Extremadamente seco en Castilla, Extremadura y Andalucía. |

### Grandes avenidas
Los ríos de la demarcación del Tajo han generado, antes de la regulación de estos, avenidas que muchas veces se han traducido en grandes inundaciones, provocando grandes daños, llegando a producir perdidas personales y materiales. Las zonas con mayor número de inundaciones fueron: las zonas del río Tajo en Aranjuez y Talavera de la Reina, el río Jarama en San Fernando de Henares, el río Tiétar y el río Alagón.